# Loweriella boltoni
Loweriella boltoni es una especie de hormiga y la única conocida del género Loweriella que pertenece a la subfamilia Dolichoderinae. Se distribuyen por las selvas de Sarawak y Brunéi.